# Kolberger Zeitung
Die Kolberger Zeitung war eine Tageszeitung in der Stadt Kolberg in der Provinz Pommern. 
Die Zeitung wurde als erste Zeitung der Stadt 1825 unter dem Titel Colberger Wochenblatt gegründet und erschien erstmals mit der Nr. 1 vom 11. Juli 1825. Verleger war der Buchdrucker C. L. Zink. Als Redakteur fungierte zunächst der Superintendent Maaß, ab September 1825 übernahm Zink auch diese Funktion. Im Januar 1826 wurde der Titel geändert in Gemeinnütziges Colberger Wochenblatt. Redakteur und Verleger wechselten: Bis 18. April 1828 Zink, dann bis 13. Dezember 1828 Hendeß, dann Post, dann ab 1859 C. Jancke, später C. F. Post. 1866 wurde der Titel in Colberger Wochenblatt (Zeitung für Pommern) geändert, 1874 in Colberger Zeitung für Pommern. 
In der NS-Zeit wurde die Zeitung im Juli 1933 mit dem Kolberger Beobachter vereinigt und hieß seitdem Kolberger Zeitung. Zum 1. Oktober 1935 wurde noch das Kolberger Tageblatt übernommen. Verleger der Kolberger Zeitung war damals die Dr. C. F. Postsche Buchdruckerei und Verlag in Kolberg, Mitinhaber war der nationalsozialistische Pommersche Zeitungsverlag. Die Zeitung erschien bis 1945.